# Кузупчи
Кузупчи (на китайски: 库布齐沙漠; на пинин: Kùbùqí Shāmò) е пясъчна пустиня в Северен Китай, в автономния регион Вътрешна Монголия, заемаща северната периферия на платото Ордос и надзаливните тераси покрай десния бряг на река Хуанхъ в нейния голям завой. Дължината ѝ от запад на изток е 370 km, ширината – до 40 km. Площта на пустинята е около 16 100 km², надморската височина е в порядъка на 1100 – 1700 m. Мощността на пясъците достига до 100 m. Движещите се бархани с височина 15 – 30 m се редуват с участъци от полузакрепени пясъци. Срещат се котловини със солончаци и временни езера, които след пресъхването си се превръщат в такири. В източната периферия на пустинята има т.нар. „пеещи пясъци“. Пустинята Кузупчи е открита за европейската наука и за първи път изследвана през 1871 г. от видния руски географ и пътешественик Николай Пржевалски.